# Maria Teresa Salom i Romaguera
Maria Teresa Salom i Romaguera   (Calella, 26 de gener de 1922) és una pianista, pedagoga i empresaria teatral catalana. Impulsora dels ensenyaments musicals a Calella.
Hereva d'una nissaga de músics, polítics, escriptors i poetes, el seu oncle era Pere Salom i Morera i el seu pare Claudi Salom Morera, compositor, pedagog i empresari teatral, que el 1915 va fundar el Cor Montserrat, l'Acadèmia de música i va dinamitzar l'ambient musical de Calella. El 1927 la família Salom va adquirir la sala-cafè La Constància, que un cop remodelada, va esdevenir la Sala Mozart, un lloc polivalent on van tenir cabuda totes les manifestacions artístiques i culturals del moment: cinèma, teatre, sarsueles, operetes, jocs florals, fins i tot, mítings polítics. També va ser la seu del Centre Musical Can Salom, un referent en la formació musical i artística de joves instrumentistes i talents de lírica.
A la mort del seu pare, Maria Teresa Salom, pianista, pedagoga i emprenedora, va ser la directora de Can Salom, contribuïnt durant més de cinquanta anys, en la formació i promoció de centenars de músics, cantants, artistes, i també en la creació i producció d'espectacles.
El 25 de juliol de 2021, en compliment de la iniciativa municipal de posar noms de dones emblemàtiques a les fonts de la ciutat, l'Ajuntament de Calella va procedir a la col·locació d'una placa en honor de Maria Teresa Salom i Romaguera a la font de la plaça de l'Ajuntament, en reconeixement dels seus mèrits artístics, pedagògics i empresarials en l'àmbit musical i cultural de la ciutat.